# Terror Firmer
Terror Firmer és una pel·lícula de comèdia de terror estatunidenca del 1999 dirigida per Lloyd Kaufman, escrita per Douglas Buck, Patrick Cassidy i Kaufman, i protagonitzada per Will. Keenan, Alyce LaTourelle i Kaufman. La pel·lícula va ser produïda per la companyia Troma Entertainment, coneguda per distribuir campy pel·lícules d'explotació.
La pel·lícula inclou diverses referències directes a les pel·lícules anteriors de Troma, com ara The Toxic Avenger, i inclou accessoris famosos de Troma, com el 'Monstre del penis' (esmentat a la pel·lícula com "Thor, el Déu de l'amor") i una cama tallada. En aquest sentit, es va basar vagament en el llibre de Kaufman i James Gunn All I Need to Know about Filmmaking I Learned from the Toxic Avenger.

## Argument
La pel·lícula és la història d'un equip de cinema de baix pressupost de Nova York, dirigit pel seu director de cinema cec boig i egoista, Larry Benjamin, que està intentant crear una obra d'art. A més de les proves i les dificultats típiques d'un conjunt de Troma, la tripulació és presa per un assassí en sèrie, amb un conflicte sexual i mata amb bombes.
Entre el gran equip de filmació i mal pagat, la pel·lícula se centra principalment en l'assistent de producció Jennifer. Ella lluita per fer la seva feina mentre decideix entre els dos homes de la seva vida; l'operador de boom Casey, i l'operador d'efectes especials rebel Jerry. El triangle amorós s'intensifica a mesura que els cadàvers es munten amb cada cop més brutalitat. En el clímax, tot l'equip de filmació s'uneix (tant físicament com sexualment) contra l'amenaça mortal enmig d'ells.

## Repartiment
- Will Keenan com a Casey
- Alyce LaTourelle com a Jennifer
- Lloyd Kaufman com a Larry Benjamin
- Trent Haaga com a Jerry
- Debbie Rochon com a Christine
- Ron Jeremy com el pare de Casey
- Charlotte Kaufman com a Audrey Benjamin
- Sheri Wenden com la dona misteriosa
- Darko Malesh com a Nikolai
- Yaniv Sharon com a Yeager el P.A.
- Gary Hrbek com a Toddster
- Greg 'G-Spot' Siebel com a Ward
- Mario Díaz com a D.J.
- Joe Fleishaker com a Jacob Gelman
- Mo Fischer com a Andy
- Reverend Jen Miller com a Tina, la noia del guió
- Trace Burroughs com a Edgar Allan
- Sean Pierce com a Moose
- Barry Brisco com a Stephen
- Kerri Kenney com a dona amb globus ocular en el seu escot
- Theo Kogan com a Theodora
- Eli Roth com un observador impactat
- Lemmy Kilmister com ell mateix
- Joe Lynch com a Clothespin Boy
- Edouard Baer i Joseph Malerba com a French Cool Cats
- Trey Parker i Matt Stone com a The Hermafroditas

## Producció
Terror Firmer és la primera versió de Troma que s'edita digitalment a Avid.
La seqüència del 'Morton Springer Show' es va basar en l'experiència que va tenir Lloyd Kaufman al The Morton Downey Jr. Show.
Els crèdits finals diuen: "UN GRÀCIES MOLT ESPECIAL A: El Departament de Policia de la ciutat de Nova York, per la seva cooperació incondicional i la seva ajuda inestimable en totes les parts d'aquesta producció". El documental The Making of Terror Firmer mostra la policia enfrontant-se amb la producció en diversos casos (un dels quals va implicar que la policia revocava el permís de rodatge de la tripulació).
La pel·lícula inclou cançons de bandes punk notables, com NOFX (Stranger than Fishin'), the Vandals (Idea for a Movie), Bouncing Souls (Argyle), Blood for Blood (My Time is Yet to Come), Anti-Flag (Someone's Gonna Die Tonight), i The Melvins (Horn Bearer). Go Kart Records va publicar una banda sonora de la pel·lícula l'octubre de 2000.

## Versions alternatives
- L'edició especial de 2 discs ofereix a l'espectador l'opció de veure el tall sense classificació del director o veure el tall sense classificació del director amb encara més escenes suprimides que es tornen a posar a la pel·lícula. Això fa que la durada de la pel·lícula sigui de 123 minuts.
- La versió amb classificació R de llançament de 98 minuts inclou diverses caixes que contenen les paraules "CENSURADA", que cobreixen diverses parts del cos (ja siguin nues o desmembrades). A més, per a les escenes de tall més dures, la pel·lícula es congela i apareix una finestra a la pantalla amb Kaufman explicant o recreant còmicament el que se suposa que passaria a l'escena. Les veus dels personatges que pronuncien blasfèmies en alguns moments són substituïdes per una veu òbviament desajustada que diu la versió acceptada de la paraula. Finalment, algunes parts del cos es substitueixen per imatges d'animals (per exemple, una gata).
- El tall del director sense classificació dura 114 minuts. La versió amb classificació R molt editada dura 98 minuts.